# Boku no Sexual Harassment
Boku no Sexual Harassment (僕のセクシャルハラスメント Boku no Sekusharu Harasumento?,  lit. Mi acoso sexual) es una serie de novelas de género yaoi escritas por Sakura Momo e ilustradas por Kazuma Kodaka, quien también fue diseñadora de los personajes. Fue serializada desde 1993 a 2005 por la editorial Biblos. En 1994, la serie fue adaptada a un OVA de tres partes dirigidos por Shigenori Kageyama y escritos por Morimaru Ran. En España, los OVAs fueron licenciados y distribuidos en VHS por Manga Films bajo el título de Malos entendidos.

## Argumento
Junya Mochizuki es un joven hombre de negocios que trabaja como oficinista. Debido a su buena apariencia, Mochizuki atrae fácilmente la atención de hombres y mujeres en su compañía, siendo el primero de los cuales su jefe, Kazunori Honma, quien le aborda y comienza a acariciarlo. Honma le dice a Mochizuki que debe esperar hacer ese tipo de "cosas" para así poder subir de posición y convertirse en un hombre de negocios exitoso. Mochizuki luego comienza a acostarse con otros hombres y a realizar favores sexuales para Honma, quien a su vez se convierte en su amante.

## Personajes
Junya Mochizuki (望月 純也 Mochizuki Jun'ya?)
Voz por: Tsutomu Kashiwakura
Mochizuki es un joven hombre de negocios que desea subir a una posición más alta de la que se encuentra actualmente. Tiene una apariencia atractiva y delicada, por lo que atrae tanto a mujeres como a hombres por igual. Para convertirse en un mejor hombre de negocios, comienza a acostarse con hombres, actos que hace intencionalmente.
Kazunori Honma (本間 一徳 Honma Kazunori?)
Voz por: Jūrōta Kosugi
Honma es el jefe de la empresa para la que trabaja Mochizuki. Su compañía se especializa en computadoras y debido a su grandeza, es rico y obtiene grandes cantidades de dinero. Es admirado por mujeres y hombres debido a su inteligencia y buena apariencia. Honma se siente atraído por Mochizuki y posteriormente se convierte en su amante.
Yōhei Fujita (藤田 洋平 Fujita Yōhei?)
Voz por: Toshiyuki Morikawa
Fujita es otro joven empleado en la empresa informática para la que trabaja Mochizuki. Cuando Fujita consiguió su puesto en la compañía, se interesó románticamente y sexualmente en Mochizuki y le ama incondicionalmente. Debido a que los dos son amigos, a menudo juegan tenis juntos. Además del tenis, Fujita también solía jugar rugby.
Hiromi Miyagawa (宮川 ひろみ Miyagawa Hiromi?)
Voz por: Yōsuke Akimoto
Secretaria en la empresa de Mochizuki. Al igual que Fujita, está enamorada de Mochizuki.
Sr. Sawagura (澤のグラ-サン Sawagura-san?)
Voz por: Minoru Inaba
Yumi Mayakawa (宮川 ゆうみ Mayakawa Yumi?)
Voz por: Atsuko Tanaka
Una compañera de trabajo de Mochizuki y Fujita.
Emily (エミリー Emirī?)
Voz por: Kikuko Inoue
La secretaria de Honma.
John (ジョン?)
Voz por: Kenyū Horiuchi

## Media

### Novelas
Escritas por Sakura Momo e ilustradas por Kazuma Kodaka, Boku no Sexual Harassment comenzó su serialización en 1993 por la editorial Biblos. En 1996, la serie entró en un período de hiatus que se extendió hasta 2005, cuando fue nuevamente retomada y finalizada con un total de cinco volúmenes. También se han lanzado dos CD dramas.

### OVAs
En 1994, la serie fue adaptada a un OVA de tres partes dirigidos por Shigenori Kageyama, escritos por Morimaru Ran, producidos por Triple X y con música compuesta por Burn Heads. El primer episodio fue lanzado el 15 de diciembre de 1994, mientras que el último lo fue el 6 de octubre de 1995. Cada episodio tiene una duración aproximada de 36 minutos. El tema utilizado fue Garasu no Toshi de Sammy. También han sido licenciados y distribuidos en Italia, Alemania y España.